# Pascal-gúla
A Pascal-gúla a matematikában a trinomiális együtthatók tetraéder alakban való elrendezése, ahol a trinomiális együtthatók a trinomiális kifejtés és a trinomiális eloszlás együtthatói. A Pascal-háromszög térbeli megfelelője, ami a binomiális számokat tartalmazza, és kapcsolódik és a hülye objektumok további általánosításai multinomiális megfelelőik.

## Szerkezete
Mivel a tetraéder térbeli alakzat, ezért nehéz a szerkezetét képernyőn, kivetítőn vagy papírlapon bemutatni. A bemutatás érdekében rétegekre osztjuk, a felső csúcs alkotja a nulladik réteget, a közvetlenül alatta álló számok az első réteget, és így tovább. A rétegeket általában csúccsal lefelé ábrázolják, hogy ne lehessen összetéveszteni őket a Pascal-háromszöggel.
Az első hat réteg:
| 0. réteg |
| 1        |

| 1. réteg |   |   |
| 1        |   | 1 |
|          | 1 |   |

| 2. réteg |   |   |   |   |
| 1        |   | 2 |   | 1 |
|          | 2 |   | 2 |   |
|          |   | 1 |   |   |

| 3. réteg |   |   |   |   |   |   |
| 1        |   | 3 |   | 3 |   | 1 |
|          | 3 |   | 6 |   | 3 |   |
|          |   | 3 |   | 3 |   |   |
|          |   |   | 1 |   |   |   |

| 4. réteg |   |   |    |    |    |   |   |   |
| 1        |   | 4 |    | 6  |    | 4 |   | 1 |
|          | 4 |   | 12 |    | 12 |   | 4 |   |
|          |   | 6 |    | 12 |    | 6 |   |   |
|          |   |   | 4  |    | 4  |   |   |   |
|          |   |   |    | 1  |    |   |   |   |

| 5. réteg |   |    |    |    |    |    |    |    |   |   |
| 1        |   | 5  |    | 10 |    | 10 |    | 5  |   | 1 |
|          | 5 |    | 20 |    | 30 |    | 20 |    | 5 |   |
|          |   | 10 |    | 30 |    | 30 |    | 10 |   |   |
|          |   |    | 10 |    | 20 |    | 10 |    |   |   |
|          |   |    |    | 5  |    | 5  |    |    |   |   |
|          |   |    |    |    | 1  |    |    |    |   |   |

## Áttekintése
- A tetraéder szimmetrikus alakzat, háromfogású forgásszimmetriája és síkszimmetriája van.
- Az n. réteg által tartalmazott számok száma az (n+1)-edik háromszögszám: (n + 1) × (n + 2) / 2.
- Az n. réteg által tartalmazott számok összege 3n.
- Minden szám a felette levő három szám összege.
- A számok éppen a trinomiális együtthatók, vagyis a trinomiális kifejtés együtthatói. Ez az elrendezésük megkönnyíti:
  - az együtthatók koherens ábrázolását
  - az együtthatók kiszámítását
  - az egyes rétegekben álló együtthatók kiszámítását
- Az n. réteg szélén álló számok éppen a Pascal-háromszög n. sorát alkotják.

Mindezek a tulajdonságok megfelelnek a Pascal-háromszög és a Pascal-szimplex egyes tulajdonságainak.

## Kapcsolat a trinomiális kifejtéssel
A tetraéder elemei a trinomiális kifejtésből származnak. Az n. réteg három együttható n. hatványának együtthatóit tartalmazza. Ezt jelölheti A + B + C. A kifejtéshez ezt szorozzuk meg n-szer:
(A + B + C)1 × (A + B + C)n = (A + B + C)n+1
Az első kifejezés tagjait összeszorozzuk a második kifejezés összes tagjával, aztán összeadjuk a megfelelő tagokat. Például (A + B + C)4 kifejtése:
1A4B0C0 + 4A3B0C1 + 6A2B0C2 + 4A1B0C3 + 1A0B0C4 +

4A3B1C0 + 12A2B1C1 + 12A1B1C2 + 4A0B1C3 +

6A2B2C0 + 12A1B2C1 + 6A0B2C2 +

4A1B3C0 + 4A0B3C1 +

1A0B4C0    

Az összes tényezőt kitevőkkel kiírva és a polinomot így háromszög alakba elrendezve nyilvánvalóvá válik a kapcsolat a tetraéder 4. rétegével. Általában ezeket a jelöléseket használjuk: "1A" = "A"; "B1" = "B"; és "C0" = "1"; és így tovább. Az egyes monomok együtthatói kiszámíthatók a monom kitevőiből. Ennek képlete: (x + y + z)! / (x! × y! × z!), ahol x, y és z rendre A, B, C kitevői, és "!" a faktoriális.
A 4. réteg képletei:
{\displaystyle \textstyle {(4+0+0)! \over 4!\times 0!\times 0!}\ {(3+0+1)! \over 3!\times 0!\times 1!}\ {(2+0+2)! \over 2!\times 0!\times 2!}\ {(1+0+3)! \over 1!\times 0!\times 3!}\ {(0+0+4)! \over 0!\times 0!\times 4!}}
{\displaystyle \textstyle {(3+1+0)! \over 3!\times 1!\times 0!}\ {(2+1+1)! \over 2!\times 1!\times 1!}\ {(1+1+2)! \over 1!\times 1!\times 2!}\ {(0+1+3)! \over 0!\times 1!\times 3!}}
{\displaystyle \textstyle {(2+2+0)! \over 2!\times 2!\times 0!}\ {(1+2+1)! \over 1!\times 2!\times 1!}\ {(0+2+2)! \over 0!\times 2!\times 2!}}
{\displaystyle \textstyle {(1+3+0)! \over 1!\times 3!\times 0!}\ {(0+3+1)! \over 0!\times 3!\times 1!}}
{\displaystyle \textstyle {(0+4+0)! \over 0!\times 4!\times 0!}}
Ebben az elrendezésben látható az összes tag együtthatója, és ez leegyszerűsíti a kifejtés együtthatóinak és a tetraéder elemeinek kiszámítását.

## Kapcsolat a trinomiális eloszlással
A tetraéder számai a trinomiális eloszlásban is megjelennek. Ez egy diszkrét valószínűség-eloszlás, amely három kimenetelű események kombinációinak együttes eloszlását határozza meg: az események előfordulásának valószínűségét megszorozzuk azzal, hogy hányféleképpen eshetnek meg. Képlete:
ahol x, y, z számolja, hogy egyes események hányféleképpen fordulhatnak elő; n = x+y+z a próbálkozások száma; és PA, PB, PC az egyes események előfordulásának valószínűsége.
Példa: Legyen egy három jelöltes választás kimenetele A, 16%; B, 30%; C, 54%. Mekkora annak az esélye, hogy négy szavazót választva 1 az A-ra, 1 a B-re, és 2 a C-re szavazott? A válasz:
[ 4! / ( 1! × 1! × 2!) ] × [ (16%)1 × (30%)1 × (54%)2] = 12 × 0.0140 = 17%
ahol 12 ennek a valószínűségnek az együtthatója, és megegyezik a "112" kombinációinak a számával. Preferenciájuk
szerint a választókból 15 különféle összetételű csoport jelölhető ki. Ezek együtthatói:
{\displaystyle \textstyle {4! \over 4!\times 0!\times 0!}\ {4! \over 3!\times 0!\times 1!}\ {4! \over 2!\times 0!\times 2!}\ {4! \over 1!\times 0!\times 3!}\ {4! \over 0!\times 0!\times 4!}}
{\displaystyle \textstyle {4! \over 3!\times 1!\times 0!}\ {4! \over 2!\times 1!\times 1!}\ {4! \over 1!\times 1!\times 2!}\ {4! \over 0!\times 1!\times 3!}}
{\displaystyle \textstyle {4! \over 2!\times 2!\times 0!}\ {4! \over 1!\times 2!\times 1!}\ {4! \over 0!\times 2!\times 2!}}
{\displaystyle \textstyle {4! \over 1!\times 3!\times 0!}\ {4! \over 0!\times 3!\times 1!}}
{\displaystyle \textstyle {4! \over 0!\times 4!\times 0!}}
Ezeknek a törteknek ugyanaz a számlálója, ami a minta méretének faktoriálisa, és jelzi, hogy az együtthatók ebben az elrendezésben a tetraéder negyedik rétegét alkotják. A nevezőben a kijelölt csoport egyes tulajdonságú elemeinek számának faktoriálisa szerepel.
Az együtthatók jelölése a binomiálishoz hasonló:
{\displaystyle \textstyle {4 \choose 4,0,0}\ {4 \choose 3,0,1}\ {4 \choose 2,0,2}\ {4 \choose 1,0,3}\ {4 \choose 0,0,4}}
{\displaystyle \textstyle {4 \choose 3,1,0}\ {4 \choose 2,1,1}\ {4 \choose 1,1,2}\ {4 \choose 0,1,3}}
{\displaystyle \textstyle {4 \choose 2,2,0}\ {4 \choose 1,2,1}\ {4 \choose 0,2,2}}
{\displaystyle \textstyle {4 \choose 1,3,0}\ {4 \choose 0,3,1}}
{\displaystyle \textstyle {4 \choose 0,4,0}}
Ez továbbra is a tetraéder negyedik rétege. Általában, a minta méretének változtatásával a tetraéder más és más rétegét kapjuk. Ezzel a jelöléssel az összegtulajdonság is nyilvánvaló:

## Rétegek közötti összegzés
A tetraéder minden (n) rétegére teljesül, hogy a benne levő belső számok mindegyike a felette álló három szám összege. Ez a kapcsolat csak a rétegek együttes megjelenítésével mutatható meg. Példaként az alábbi ábra a harmadik réteg dőlt számaival és a negyedik réteg félkövér számaival:
| 1 |   | 4 |    | 6  |    | 4 |   | 1 |
|   | 1 |   | 3  |    | 3  |   | 1 |   |
|   | 4 |   | 12 |    | 12 |   | 4 |   |
|   |   | 3 |    | 6  |    | 3 |   |   |
|   |   | 6 |    | 12 |    | 6 |   |   |
|   |   |   | 3  |    | 3  |   |   |   |
|   |   |   | 4  |    | 4  |   |   |   |
|   |   |   |    | 1  |    |   |   |   |
|   |   |   |    | 1  |    |   |   |   |

Tekintsük a 12-es számot, ami előáll a felette álló 6, 3, 3 összegeként. A réteg élein álló számoknak két szomszédjuk van a fölöttük levő rétegben, az élek mentén állóknak csak egy, így az élek mentén végig egyesek állnak. A kapcsolat a trinomiális kifejtés két lépésével igazolható.
Példánkat folytatva, (A + B + C)3 tagjait szorozzuk (A + B + C)1 tagjaival. Ezekből a szorzatokból csak három nem triviális:
| A 3. réteg tagja | Szorozzuk ezzel | Szorzattag |
| 6A1B1C1          | 1B1             | 6A1B2C1    |
| 3A1B2C0          | 1C1             | 3A1B2C1    |
| 3A0B2C1          | 1A1             | 3A1B2C1    |

A szorzás miatt a kitevők összeadódnak, így például D1 × D2 = D3.
A második lépésben összegezzük az azonos tagokat, így adódik 12A1B2C1, ami (A + B + C)4 tagja, és 12 megtalálható a Pascal-gúla negyedik rétegében.
Szimbolikusan az additív reláció kifejezhető, mint:
ahol C(x,y,z) az x, y, z kitevőjű tag együtthatója, és x+y+z = n a tetraéder rétege.
A kapcsolat akkor válik láthatóvá, ha háromszög alakban írjuk fel a kifejtést.

## Arányok a rétegeken belül
A tetraéder minden egyes rétegében a számok szomszédaik egyszerű arányai. A kapcsolat szemléltethető egy réteg vízszintes szomszédos párjaival. A negyedik réteg:
1   <1:4>   4   <2:3>   6   <3:2>   4   <4:1>   1

4   <1:3>   12   <2:2>   12   <3:1>   4

6   <1:2>   12   <2:1>   6

4   <1:1>   4

1

A háromfogású szimmetria miatt a ferde irányokban is ugyanez teljesül.
Az arányokat a trinomiális kifejtés megfelelő szomszédos tagjainak együtthatói kontrollálják. Például az egyik arány:
A trinomiális kifejtés megfelelő tagjai:
4A3B1C0 and 12A2B1C1
A következők teljesülnek minden szomszédos tagpár együtthatóira a trinomiális kifejtésben:
- Az egyik változó kitevője nem változik (ez most B) és el lehet tőle tekinteni
- A másik kettő közül az egyiké eggyel nő, a harmadiké eggyel csökken
  - A együtthatói jobbról balra 3 és 2
  - C együtthatói balról jobbra 0 és 1
- Az együtthatók és a kitevők kapcsolata a nagyobb kitevőkön figyelhető meg:
  - 4 × 3 = 12 × 1
  - 4 / 12 = 1 / 3
- Ezekből az egyenletekből az "1:3" arány adódik.

Ezek a szabályok a változók cseréjével minden vízszintes és átlós szomszédra teljesülnek.
A szabályok felhasználásával az együtthatók másként is számíthatók:
A szomszéd tag együtthatója megkapható, ha megszorozzuk a jelenlegi együtthatót a csökkenő kitevő jelenlegi értékével, és elosztjuk a növekvő kitevő értékével a szomszédos tagban.
Szimbolikusan:
For x = 0:     C(x,y,z−1) = C(x,y−1,z) × z / y     C(x,y−1,z) = C(x,y,z−1) × y / z

For y = 0:     C(x−1,y,z) = C(x,y,z−1) × x / z     C(x,y,z−1) = C(x−1,y,z) × z / x

For z = 0:     C(x,y−1,z) = C(x−1,y,z) × y / x     C(x−1,y,z) = C(x,y−1,z) × x / y

ahol C(x,y,z) az x, y, z kitevőkhöz tartozó együttható. Ez lehetővé tesz, hogy faktoriálisok, kifejtések vagy a felsőbb rétegek kiszámítás nélkül kiszámoljunk egy réteget. Azonban ez a kapcsolat csak a fentiek szerinti háromszög alakú elrendezésben működik.

## Kapcsolat a Pascal-háromszöggel
Jól ismert, hogy az n. réteg szélén a Pascal-háromszög n-edik sora áll. A kapcsolat azonban nemcsak a kerületre terjed ki. Például a Pascal-háromszög első négy sora és a Pascal-gúla negyedik rétege:
Pascal-háromszög

1

1       1

1       2       1

1       3       3       1

1       4       6       4       1

A tetraéder 4. rétege

1       4       6       4       1

4      12     12      4

6      12      6

4       4

1

Lefelé haladva és a sorokat rendre megszorozva a Pascal-háromszög n-edik sorával: (Pascal-háromszög dőlttel, Pascal-tetraéder részlete félkövérrel)
1

× 1 =

1
1       1

× 4 =

4       4
1       2       1

× 6 =

6      12      6
1       3       3       1

× 4 =

4      12     12      4
1       4       6       4       1

× 1 =

1       4       6       4       1

Az (1 4 6 4 1) tényezők éppen a Pascal-háromszög negyedik sora.
Ezen a módon bármely együttható meghatározható könnyen és gyorsan faktoriálisok nélkül, ahol a Pascal-háromszög megfelelő elemei is kiszámíthatók faktoriálisok nélkül. A faktoriálisok gyorsan nagyon nagy számok lesznek, és ekkora számokkal lassú és sokszor pontatlan számolni.
Szimbolikusan, legyenek C(i,j) a Pascal-háromszög elemei, C(n,i,j) a Pascal-tetraéder elemei, ahol n a réteg, i a sor és j az oszlop száma. Ekkor:

## Hasonlóság a Pascal-háromszöggel és a Pascal-szimplexszel
Az alábbi táblázat összegzi a Pascal-gúla tulajdonságait, és összehasonlítja a Pascal-háromszöggel és a Pascal-szimplexszel:
| A polinom típusa                                   | bi-nomiális    | tri-nomiális        | multi-nomiális                      |
| -------------------------------------------------- | -------------- | ------------------- | ----------------------------------- |
| A polinom változóinak száma                        | 2              | 3                   | m                                   |
| Példa                                              | A+B            | A+B+C               | A+B+C+...+M                         |
| Geometriai alakzat (1)                             | háromszög      | tetraéder           | m-szimplex                          |
| Kisebb egységek                                    | sor            | réteg               | altér                               |
| Szimmetria                                         | kétfogású      | háromfogású         | m-fogású                            |
| Az egy elemre jutó tagok száma                     | n+1            | (n+1) × (n+2) / 2   | (n+1) × (n+2) ×...× (n+m−1) / (m−1) |
| Elemenkénti értékösszeg                            | 2n             | 3n                  | mn                                  |
| Példa tag                                          | AxBy           | AxByCz              | AxByCz...Mm                         |
| Az összes tag kitevőinek összege                   | n              | n                   | n                                   |
| Az együtthatók képlete (2)                         | n! / (x! × y!) | n! / (x! × y! × z!) | n! / (x1! × x2! × x3! ×...× xm!)    |
| Az összeghez hozzájáruló "felső" együtthatók száma | 2              | 3                   | m                                   |
| A szomszédos együtthatók aránya                    | 2              | 6                   | m × (m−1)                           |

(1) A szimplex a legegyszerűbb lineáris alakzat, ami minden dimenzióban létezik. A háromszögek és a tetraéderek rendre 2 és 3 dimenziós szimplexek.
(2) A binomiális együttható kiszámítására inkább az n! / (x! × (n−x)!) alakban használják a képletet, ahol n−x = y.

## További tulajdonságok

### Exponenciális konstrukció
Minden n természetes számra az n-edik réteg megkapható, mint:
{\displaystyle \left(b^{d\left(n+1\right)}+b^{d}+1\right)^{n},}
ahol a középső multinomiális együtthatónak b a radixa és d a jegyeinek száma.
{\displaystyle \textstyle d=1+\left\lfloor \log _{b}{n \choose k_{1},k_{2},k_{3}}\right\rfloor ,\ \sum _{i=1}^{3}{k_{i}}=n,\ \left\lfloor {\frac {n}{3}}\right\rfloor \leq k_{i}\leq \left\lceil {\frac {n}{3}}\right\rceil ,}
d(n+1) jegyenként tördelve, d jegyenként csoportosítva és a vezető nullákat eltávolítva. Általánosítva, bármely Pascal-szimplex alterei megkaphatók.

#### Példák
Legyen radix b = 10, n = 5, d = 2:
{\displaystyle \textstyle \left(10^{12}+10^{2}+1\right)^{5}}
```
= 1000000000101
5

= 1000000000505000000102010000010303010000520302005010510100501
```

```
              1                     1                     1
   000000000505     00 00 00 00 05 05     .. .. .. .. .5 .5
   000000102010     00 00 00 10 20 10     .. .. .. 10 20 10
~  000010303010  ~  00 00 10 30 30 10  ~  .. .. 10 30 30 10
   000520302005     00 05 20 30 20 05     .. .5 20 30 20 .5
   010510100501     01 05 10 10 05 01     .1 .5 10 10 .5 .1

 tördelve           tagolva               vezető nullák nélkül

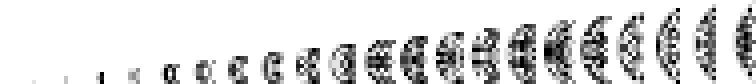
A 20. réteg

```

Ha radix b = 10, n = 20, d = 9:
{\displaystyle \textstyle \left(10^{189}+10^{9}+1\right)^{20}}

### Az együtthatók összege soronként
Az n. réteg soronkénti összegei:
{\displaystyle \left(b^{d}+2\right)^{n},}
ahol b az alap, és d a középső sor összegének jegyeinek száma.
Ha b = 10:
```
 1 ~ 1    \ 1  ~ 1      \ 1   ~ 1          \ 1    ~  1               \ 1     ~  1
---      1 \ 1 ~ 2   \ 2 \ 2  ~ 4       \ 3 \ 3   ~ 06            \ 4 \ 4    ~ 08
 1       -----      1 \ 2 \ 1 ~ 4    \ 3 \ 6 \ 3  ~ 12         \ 6 \12 \ 6   ~ 24
         1   2      ---------       1 \ 3 \ 3 \ 1 ~ 08      \ 4 \12 \12 \ 4  ~ 32
                    1   4   4       -------------          1 \ 4 \ 6 \ 4 \ 1 ~ 16
                                    1  06  12  08         ------------------
                                                           1  08  24  32  16

12
0
       12
1
          12
2
               102
3
                     102
4
```

### Az együtthatók összege oszloponként
Összegezve az együtthatókat az n-edik réteg oszlopaiban:
{\displaystyle \left(b^{2d}+b^{d}+1\right)^{n},}
ahol b a számrendszer alapja, és d a középső oszlop összegének jegyeinek száma.
Ha b = 10:
```
 1     |1|       |1|            |1|                     | 1|                              | 1|
---   1| |1    |2| |2|        |3| |3|                | 4|  | 4|                        | 5|  | 5|
 1    -----   1| |2| |1     |3| |6| |3|           | 6|  |12|  | 6|                  |10|  |20|  |10|
      1 1 1   ---------    1| |3| |3| |1       | 4|  |12|  |12|  | 4|            |10|  |30|  |30|  |10|
              1 2 3 2 1    -------------      1|  | 4|  | 6|  | 4|  | 1       | 5|  |20|  |30|  |20|  | 5|
                           1 3 6 7 6 3 1     --------------------------      1|  | 5|  |10|  |10|  | 5|  | 1
                                              1 04 10 16 19 16 10 04 01     --------------------------------
                                                                             1 05 15 30 45 51 45 30 15 05 01

111
0
   111
1
      111
2
           111
3
                    10101
4
                             10101
5
```

## Fordítás
Ez a szócikk részben vagy egészben  a   Pascal's pyramid című angol Wikipédia-szócikk fordításán alapul.  Az eredeti cikk szerkesztőit annak laptörténete sorolja fel. Ez a jelzés csupán a megfogalmazás eredetét és a szerzői jogokat jelzi, nem szolgál a cikkben szereplő információk forrásmegjelöléseként.